# Atlantic, Iowa
Atlantic är en stad (city) i Cass County, i delstaten Iowa, USA. Enligt United States Census Bureau har staden en folkmängd på 7 041 invånare (2011) och en landarea på 21,5 km². Atlantic är huvudort i Cass County.

## Kända personer från Atlantic
- Harlan J. Bushfield, politiker
- Frederick C. Loofbourow, politiker